# 長野県道265号須原大桑停車場線
長野県道265号須原大桑停車場線（ながのけんどう265ごう すはらおおくわていしゃじょうせん）は、長野県木曽郡大桑村須原の国道19号交点と中央本線大桑駅を結ぶ一般県道。途中、国道19号との重複区間が存在する。

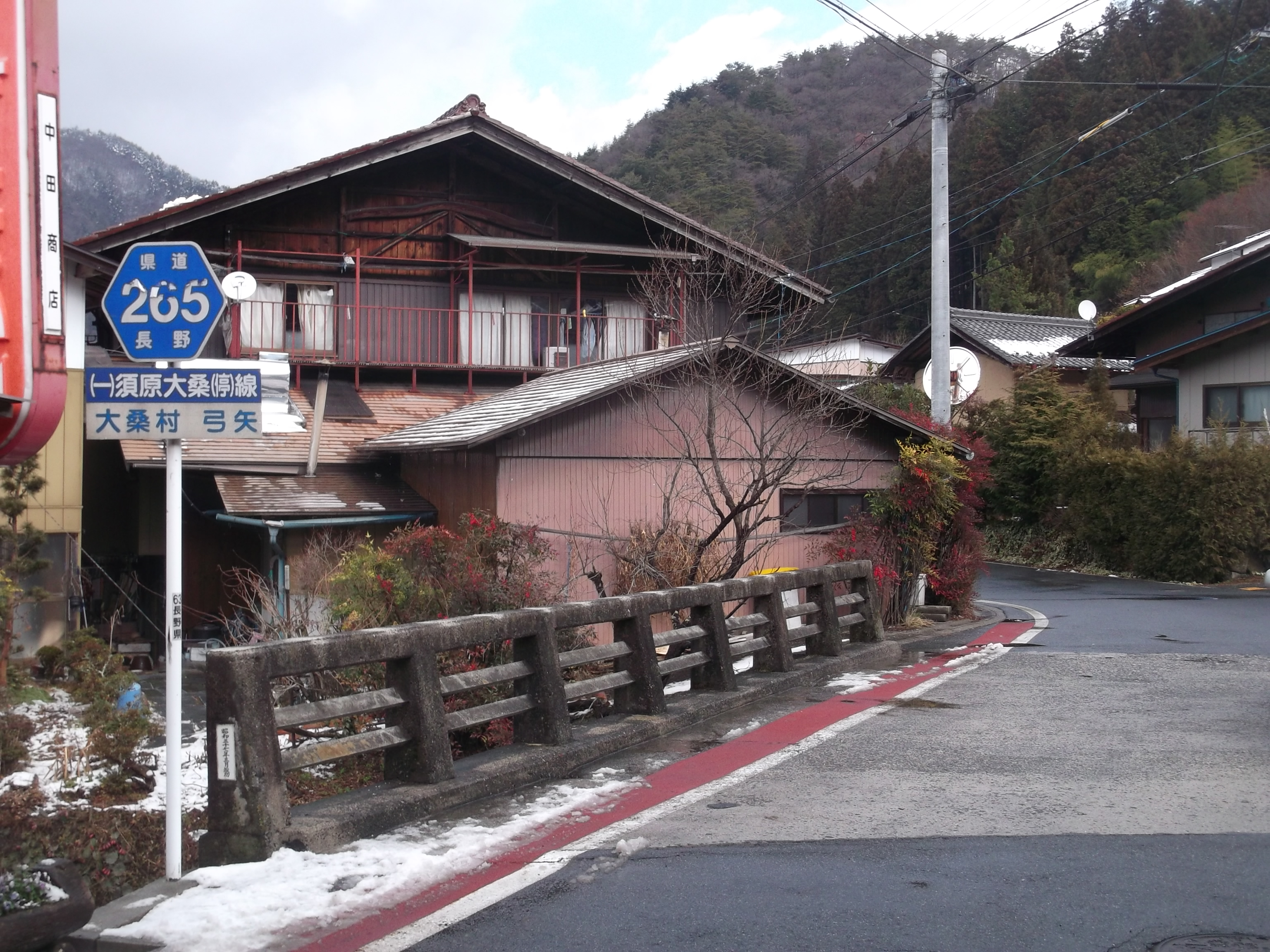
長野県道265号線（大桑村弓矢）

## 概要

### 路線データ
- 起点：木曽郡大桑村大字須原（国道19号交点）
- 終点：中央本線大桑駅

## 交差する道路
- 国道19号

## 周辺
- 中央本線 須原駅
- 中山道須原宿
- 定勝寺
- 岩出観音
- 大桑村立大桑中学校
- 大桑村役場
- 中央本線 大桑駅